# Осарт
Осарт — поселок в Слободском районе Кировской области в составе Озерницкого сельского поселения.

## География
Находится на расстоянии примерно 43 км на север-северо-запад от районного центра города Слободской.

## История
Известен с 1939 года как отдельный барак. В 1989 году учтено 14 жителей . 

## Население
Постоянное население  составляло 12 человек (русские 100%) в 2002 году, 13 в 2010.